# ITF Women's Circuit Bangkok 4 2011
L'ITF Women's Circuit Bangkok 4 2011 è stato un torneo di tennis facente parte della categoria ITF Women's Circuit nell'ambito dell'ITF Women's Circuit 2011. Il torneo si è giocato a Bangkok in Thailandia dal 30 maggio al 5 giugno 2011 su campi in cemento e aveva un montepremi di 25000 $.

## Vincitori

### Singolare
Marta Sirotkina ha battuto in finale  Luksika Kumkhum con il punteggio di 6–4, 6–3

### Doppio
Ting Li, Jr. /  Varatchaya Wongteanchai hanno battuto in finale  Ayu-Fani Damayanti /  Lavinia Tananta con il punteggio di 5–7, 7–6(5), [10–5]